# Condado de Campo Real
El condado de Campo Real es un título nobiliario español creado por el rey Felipe IV el 29 de junio de 1653 en favor de Beltrán Vélez de Guevara, virrey y capitán general de Cerdeña.
Su denominación hace referencia a la localidad de Campo Real en la provincia de Madrid.

## Listado de los condes de Campo Real
|                        | Titular                                      | Periodo                |
| Creación por Felipe IV | Creación por Felipe IV                       | Creación por Felipe IV |
| ---------------------- | -------------------------------------------- | ---------------------- |
| I                      | Beltrán Vélez de Guevara                     | 1652-1653              |
| II                     | Iñigo Manuel Vélez de Guevara y Tassis       | 1653-1699              |
| III                    | Melchora Vélez de Guevara y Ligne            | 1699-1727              |
| IV                     | José María de Guzmán y Guevara               | 1727-1781              |
| V                      | Diego Ventura de Guzmán y Guevara            | 1781-1805              |
| VI                     | Diego Isidro de Guzmán y de la Cerda         | 1805-1849              |
| VII                    | Carlos Luis de Guzmán y de la Cerda          | 1849-1880              |
| VIII                   | José Reinaldo de Guzmán y de la Cerda        | 1880-1891              |
| IX                     | María del Pilar de Guzmán de la Cerda        | 1891-1901              |
| X                      | Luis de Zabala y Guzmán                      | 1901-1913              |
| XI                     | María del Pilar García Sancho y Zavala       | 1913-1916              |
| XII                    | Juan Bautista de Travesedo y García-Sancho   | 2017-1967              |
| XIII                   | José María Travesedo y Martínez de las Rivas | 1967-1993              |
| XIII                   | Juan de Travesedo y Colón de Carvajal        | 1993-2003              |
| XIV                    | Camilo Travesedo y Julía                     | 2003-actual            |

## Historia de los condes de Campo Real
- Beltrán Vélez de Guevara (Turín, 1607-Cagliari, 20 de febrero de 1652), I conde de Campo Real,[1][a]  I marqués de Guevara «título que su hermano Íñigo cambió en lugar de la denominación de Campo Real, cuyo nombre quedó para el título de conde que le fue concedido».[3] Nació en Turín cuando su padre era embajador en esa ciudad. Cuando su padre le fundó un mayorazgo, el rey Felipe IV creó para él el marquesado de Campo Real.[4] Fue caballero de la Orden de Alcántara y miembro del Consejo Real,[3] lugarteniente general de Nápoles y virrey de Cerdeña.[1]

Contrajo matrimonio el 20 de abril de 1643 con su sobrina Catalina Vélez de Guevara, IX condesa de Oñate, hija de su hermano Íñigo, VIII conde de Oñate, y de su esposa Antonia Manrique de la Cerda. Después de enviudar, Catalina se casó con Ramiro Núñez Felipez de Guzmán, II duque de Medina de las Torres. Beltrán y Catalina fueron padres de Íñigo, que le sucedió en el condado, Antonio, Beltrán, María Antonia y Josefa María de Guevara.
- Iñigo Manuel Vélez de Guevara y Tassis (15 de febrero de 1644-5 de noviembre de 1699),[7] II conde de Campo Real, X conde de Oñate,[5] V conde de Villamediana, II marqués de Campo Real, caballero de la Orden del Toisón de Oro desde el 9 de octubre de 1687,[7][8][1] gentilhombre de la cámara del rey, correo mayor de España.[7]

Se casó el 12 de agosto de 1666, en Madrid, con la princesa Claire Louise de Ligne, duquesa viuda de Maqueda y de Aveiro, e hija de Claude Lamoral, III príncipe de Ligne y grande de España, caballero del Toisón de Oro, y de la condesa María Clara de Nassau Siegen. Le sucedió su hija:
- Melchora Vélez de Guevara y Ligne (f. 13 de septiembre de 1727), III condesa de Campo Real.

Contrajo matrimonio el 18 de noviembre de 1708 con Sebastián Antonio de Guzmán y Spínola (1683-1757), V marqués de Montealegre, quien fue gentilhombre y sumiller de corps del rey, caballerizo mayor del príncipe de Asturias, mayordomo mayor de la princesa de Asturias y la reina María Bárbara, así como caballero de la Orden del Toisón de Oro y el Collar de la de San Genaro de Nápoles.
- José María Guzmán y Guevara (22 de septiembre de 1709-19 de diciembre de 1781),[10] IV conde de Campo Real, VI conde de Montealegre, XIII conde de Oñate,[1] gentilhombre de cámara del rey con destino en el Cuarto del príncipe de Asturias (1740), sumiller de corps del rey (1757), mayordomo mayor de la reina Bárbara de Braganza (1758), del monarca Carlos III (1760) y de la reina María Amalia de Sajonia (1761), caballero de la Orden del Toisón de Oro (1758), de la de San Genaro de Nápoles (1764) y gran cruz la Orden de Carlos III.[10]

Contrajo matrimonio en primeras nupcias el 10 de agosto de 1728, en Madrid, con María Feliche Fernández de Córdova Spínola de la Cerda (1705-1748), hija de Nicolás María Fernández de Córdova, X duque de Medinaceli, IX marqués de Priego y grande de España, y de Jerónima Spínola de la Cerda.
Contrajo matrimonio en segundas nupcias el 21 de septiembre de 1749, también en Madrid, con Buenaventura Fernández de Córdova y Cardona (1712-1768), XI duquesa de Sessa y condesa de Cabra, hija de Francisco Javier Fernández de Córdova y Cardona, X duque de Sessa, grande de España, y de Teresa Fernández de Córdova y Guzmán.
Le sucedió el hijo de su primer enlace:
- Diego Ventura Guzmán y Guevara (11 de noviembre de 1738-8 de julio de 1805), V conde de Campo Real, XXXI conde de Castañeda, VII marqués de Montealegre, XIV conde de Oñate, marqués de Guevara, etc.,[12] gentilhombre del rey y mayordomo mayor del príncipe de Asturias, caballero de la Orden del Toisón de Oro desde el 23 de abril de 1780 y gran cruz de la Orden de Carlos III (1801).[11]

Se casó el 10 de octubre de 1756 con María Isidra de la Cerda y Guzmán, XIX duquesa de Nájera, XIV condesa de Paredes de Nava, dos veces grande de España, VI marquesa de la Laguna de Camero Viejo, XXII condesa de Treviño y XXII condesa de Valencia de Don Juan, dama y camarera mayor de la reina desde 1793 y dama noble de la Orden de María Luisa. Era hija de Isidro de la Cerda Manrique, XIII conde de Paredes de Nava, grande de España, y de Teresa de Guzmán y Guevara. Le sucedió su hijo.
- Diego Isidro de Guzmán y de la Cerda (2 de junio de 1776-12 de diciembre de 1849), VI conde de Campo Real,[12]  XV conde de Oñate, XX duque de Nájera, XVIII marqués de Aguilar de Campoo, VIII marqués de Montealegre, XV conde de Paredes de Nava, IX conde de los Arcos, marqués de Guevara, IX marqués de Quintana del Marco, VII marqués de la Laguna de Camero Viejo, XXIIII conde de Valencia de Don Juan, XXI conde de Castañeda, XXIV conde de Treviño, X conde de Villamediana, X conde de Castronuevo, X conde de Añover de Tormes y XIII conde de Villaumbrosa, seis veces grande de España, caballero de la Orden del Toisón de Oro, prócer y senador.[13][14]

Se casó el 1 de agosto de 1795, en primeras nupcias, con María del Pilar de la Cerda y Marín de Resende (1777-17 de septiembre de 1812), su prima segunda, hija de José María de la Cerda y Cernesio, v conde de Parcent, y de María del Carmen Marín de Resende Francia y Fernández de Heredia, v condesa de Bureta.
Se casó el 7 de febrero de 1814, en segundas nupcias, con María Magdalena Tecla Caballero y Terreros (1790-5 de abril de 1865), hija de Juan Fernando Caballero y Juliana de Terreros.
- Carlos Luis de Guzmán y de la Cerda (1801-12 de septiembre de 1880), VII conde de Campo Real,[15] XXI duque de Nájera,[13] IX marqués de Montealegre, IX marqués de Quintana del Marco, XV conde de Oñate y X conde de Castronuevo.

Contrajo matrimonio el 28 de agosto de 1829 con María Josefa de la Cerda y Palafox, su prima hermana. Sin descendencia.  Le sucedió su hermano.
- José Reinaldo de Guzmán y de la Cerda (1806-30 de octubre de 1891), VIII conde de Campo Real,[15] XXIII duque de Nájera,[13] VII marqués de Guevara, X marqués de Montealegre, X marqués de Quintana del Marco XVI conde de Oñate, XI conde de Castronuevo. Sin descendientes. Sucede su hermana.

- María del Pilar de Guzmán de la Cerda (m. 4 de abril de 1901),[1] IX condesa de Campo Real,[16] XVI condesa de Paredes de Nava, XVIII condesa de Oñate, etc.[17]

Se casó el 26 de febrero de 1839 con Juan de Zavala y de la Puente, I marqués de Sierra Bullones. Le sucedió su hijo.
- Luis de Zavala y Guzmán (m. 4 de febrero de 1913), X conde de Campo Real por cesión de su madre,[19] XVIII conde de Paredes de Nava, XXV duque de Nájera,[20] XIV marqués de Montealegre, XX conde de Oñate, XVIII marqués de Aguilar de Campoo, cinco veces grande de España, IX conde de Castañeda,[21] XVIII conde de Paredes de Nava, XXV duque de Nájera,[20] III marqués de Sierra de Bullones. Casó con Guillermina Heredia y Barrón. Sin descendientes.[20]

- María del Pilar García-Sancho y Zavala (1864-17 de octubre de 1916), XII condesa de Campo Real, xxvii duquesa de Nájera.[13]

Se casó el 2 de junio de 1886 con Leopoldo de Travesedo Fernández Casariego, académico de la Real de Jurisprudencia y senador. Le sucedió en noviembre de 1917 su hijo.
- Juan Bautista de Travesedo y García-Sancho (m. 27 de abril de 1965), XIII conde de Campo Real,[22] desde noviembre de 2017 por fallecimiento de su madre,[23] XXI conde de Paredes de Nava,[24] XXVIII duque de Nájera,[20] XXII marqués de Aguilar de Campoo,  XXII conde de Oñate, XIV marqués de Quintana del Marco, VIII marqués de Torreblanca, XXIII conde de Treviño, conde de Castronuevo.

Se casó con María del Carmen Martínez de las Rivas y Richardson. Le sucedió su hijo:
- José María de Travesedo y Martínez de las Rivas (m. 29 de marzo de 1993), XIV conde de Campo Real,[25][26] XXII conde de Paredes de Nava,[20][27] VI marqués de Sierra Bullones, XXIII conde de Oñate, tres veces grande de España, XXIV conde de Treviño y IV conde de Consuegra.

Se casó con María Eulalia Colón de Carvajal y Maroto. Le sucedió su hijo.
- Juan de Travesedo y Colón de Carvajal (n.1924), XV conde de Campo Real,[25]  XXIII conde de Paredes de Nava,[28] XXX duque de Nájera, XXIV conde de Oñate, tres veces grande de España, XV marqués de Quintana del Marco, XXV conde de Treviño, V conde de Consuegra.

Contrajo matrimonio con Ana María Juliá y Díez de Rivera, hija de Camilo Juliá de Bacardí, marqués pontificio de Juliá, y de María de los Dolores Díez de Rivera, VII condesa de Almodóvar. En mayo de 2003 le sucedió, por distribución, su hijo:
- Camilo de Travesedo y Juliá, XVI conde de Campo Real[16][29]